# Carex scandinavica
Carex scandinavica je druh jednoděložné rostliny z čeledi šáchorovité (Cyperaceae). Druh je součástí složitého taxonomického komplexu Carex flava agg. Někteří autoři považovali druh Carex scandinavica za poddruh ostřice pozdní a pak je udávána pod jmény Carex serotina Mérat subsp. pulchella (Lönnr.) Ooststr., Carex oederi Retz. subsp. pulchella Lönnr.

## Popis
Je to vytrvalá trsnatá rostlina s krátkým oddenkem. Listy jsou střídavé, přisedlé, s listovými pochvami. Čepele jsou asi 1–2,2 mm široké, žlábkovité, nasivěle zelené. Bazální pochvy jsou bledě hnědé a nerozpadavé. Carex scandinavica patří mezi různoklasé ostřice, nahoře jsou klásky samčí, dole samičí. Samčí vrcholový klásek je jen jeden, je přisedlý nebo krátce stopkatý. Samičích klásků je nejčastěji 2–3 (zřídka až 5), vejčité až válcovité, dolní je často oddálený, jsou za zralosti asi 4–10 mm dlouhé 3–6 mm široké. Dolní listen je pochvatý a delší než květenství.Okvětí chybí. V samčích květech jsou zpravidla 3 tyčinky. Blizny jsou většinou 3. Plodem je mošnička, která je asi 1,5–2,3 mm dlouhá., zelená až žlutě nahnědlá, za zralosti našedle zelená. Na vrcholu je dvouklaný zobánek, asi 0,2–0,4 mm dlouhý., na mošničku nasedá přímo a není lomený (ohnutý dolů ani u spodních mošniček). Nažka kompletně vyplňuje mošničku. Každá mošnička je podepřená plevou, hnědá se světlejším středem, na okraji někdy tence blanitá.

## Rozšíření
Je známa ze severozápadní Evropy, nejčastěji z přímořských oblastí Skandinávie a pobřeží Baltu, zřídka roste jinde ve vnitrozemí, jako v SZ Rusku. V ČR neroste. V Krkonoších byl v roce 2008 popsán blízce příbuzný endemický druh Carex derelicta.